# Fiston (film)
Pour les articles homonymes, voir Fiston.
Pour plus de détails, voir Fiche technique et Distribution.
Fiston est une comédie française réalisée par Pascal Bourdiaux sortie en 2014.
Le film suit Alex qui est un jeune adulte amoureux de Sandra Valenti depuis l'âge de 5 ans. Il cherche désespérément un moyen de la séduire. Il rencontre Antoine qui, 20 ans auparavant, a séduit Monica Valenti, la mère de Sandra.

## Synopsis
Alex est amoureux de la belle Sandra Valenti depuis l'âge de 5 ans, l'admirant de loin, la dessinant à de nombreuses reprises, mais n'osant jamais approcher. A 20 ans, alors qu'il étudie dans la même fac qu'elle, sa mère lui apprend qu'ils vont déménager d'ici la fin de l'année scolaire, laissant à peine quelques mois à Alex pour tenter sa chance avec la fille de ses rêves. Afin de surmonter sa timidité et de gagner le cœur de Sandra, Alex cherche sur Internet des conseils sur la séduction et découvre un livre écrit par Antoine Chamoine, un ancien expert en séduction, qui vit dans le sud de la France, près d’Aix-en-Provence. Alex décide de se rendre chez Antoine pour obtenir de l’aide, d'autant plus que celui-ci a réussi vingt ans plus tôt à séduire la mère de Sandra, Monica Valenti.
À son arrivée, Antoine se montre d’abord hostile et demande à Alex de partir. Cependant, à force d'insister, Alex réussit à convaincre Antoine de lui donner une chance. L’écrivain accepte finalement de le coacher, mais il impose des conditions peu conventionnelles. Antoine demande d'abord à Alex de nettoyer et remettre en état sa vieille Alfa Romeo 2600 Spider de 1966 rouge, une tâche qui semble éloignée de l’art de la séduction, mais qui selon Antoine est destinée à évaluer le degré d'obéissance d'Alex, qui s'acquitte malgré tout de la tâche.
Antoine, afin d'évaluer les capacités en séduction d'Alex, l'emmène dans un fast-food et lui demande d’aborder une jeune femme choisie au hasard. Alex, mal préparé et nerveux, se ridiculise lorsque la fille le repousse en lui enfonçant la tête dans son assiette de frites. De retour chez lui, Alex assiste à une dispute entre sa mère et un de ses professeurs. À l’école, il tente de parler à Sandra, mais n'y parvient pas, étant pris d'une forte envie de vomir du à l'angoisse. Antoine continue de pousser Alex à se dépasser avec des exercices de plus en plus déconcertants. Il lui demande notamment d’observer et de tenter de séduire une employée de banque. 
Dans sa tentative de suivre les conseils d’Antoine, Alex se rend chez Sandra pendant la nuit avec l’intention de lui couper une mèche de cheveux, sur ce qu'il pense être un conseil d'Antoine. Cependant, son téléphone sonne au moment crucial, réveillant Sandra et contraignant Alex à fuir. Antoine recommande à Alex de changer de look pour améliorer son apparence, et ce dernier se rend de nouveau à la banque, mais son comportement étrange attire l’attention de la sécurité qui, au moment où il allait aborder l'employée, le maîtrise et appelle la police. Au poste, Alex explique les vraies raisons de ses allées et venues, qui laissaient penser à des repérages en vue d'un braquage, ce qui laisse les policiers hilares. Se faisant passer pour son père, Antoine ramène Alex chez lui. En sortant du commissariat, Alex trouve Élie, l'employée de la banque, au courant de ses véritables intentions. Contre toute attente, elle ne le repousse pas et tous deux passent du temps ensemble à une fête du village. Plus tard, Antoine emmène également Alex dans une maison close où il a une expérience avec Gigi, la mûre patronne des lieux. 
Cependant, malgré ces expériences, Alex ne se sent toujours pas prêt à aborder Sandra de manière convaincante. Pour l'aider, Antoine lui remet un paquet, à ouvrir juste avant d'aborder Sandra. Alex y découvre un magazine sur les voitures anciennes dédié au modèle d'Alfa d'Antoine. Sandra le remarque, engage la conversation et lui révèle que sa mère a une voiture semblable qui est tombée en panne, ce qui donne à Alex l’opportunité de se rapprocher de Sandra en réparant la voiture. Ensemble, ils travaillent sur le véhicule, et Alex parvient à le faire fonctionner à nouveau.
Sandra commence à se livrer à Alex, lui disant des détails personnels sur sa mère, notamment que son père l'a quitté avant sa naissance, et lui montre une photo où manque le visage de celui qu'elle pense être son père, ainsi qu'un collier à dents de requin. Alex comprend alors qu'Antoine est le père de Sandra. Monica veut voir celui qui lui a appris à réparer la voiture. Alex l'emmène chez Antoine : celui-ci n'est pas là, mais a laissé une lettre pour Alex en plus des clés de son Alfa. La photo qu'Antoine a vu chez Sandra, cette fois ci complète, et les dires de Monica confirment l'intuition d'Alex. Pendant ce temps, Antoine parle avec Sandra qui attendait devant chez Alex, lui racontant comment il voit le jeune homme et demandant Sandra de lui laisser une chance.
En rentrant chez lui, Alex trouve Sandra dans sa chambre, regardant les dessins d'elle effectués par le jeune homme depuis la maternelle, ainsi que les photos prises quand il s'était introduit chez elle. Alex avoue alors ses sentiments et, alors que Sandra l'étreint après l'avoir embrassé, il réalise qu’il n’est pas réellement amoureux d'elle comme il le pensait. Sandra s'en va, déçue.
Plus tard, Monica emmène Sandra voir son père, qui a décidé de se consacrer à l’écriture d’un nouveau roman, qu'il titre Fiston. Pendant ce temps, Alex, ayant appris des leçons précieuses sur lui-même et sur les relations, roule au volant de l’Alfa Romeo en compagnie d'Élie, la fille de la banque, avec qui il s'est mis en couple.

## Fiche technique
- Titre : Fiston
- Réalisation : Pascal Bourdiaux
- Scénario : Daive Cohen
- Photographie : Yannick Ressigeac
- Montage : Florent Vassault
- Musique : Alexis Rault
- Producteur : Jean-Yves Robin et Elisa Soussan
  - Producteur exécutif : Marc Stanimirovic, Hervé Bellech et David Giordano
  - Coproducteur : Cyril Colbeau-Justin et Jean-Baptiste Dupont
- Production : Monkey Pack Films, Nexus Factory, SND, M6 Films, LGM Productions, uFilm et Nexus Factory
- Distribution : Société nouvelle de distribution
- Pays d'origine :  France
- Genre : comédie
- Durée : 88 minutes
- Dates de sortie :
  - France : 12 mars 2014
  - Canada (Québec) : 29 mars 2014

## Distribution
- Kev Adams : Alex
- Franck Dubosc : Antoine Chamoine
- Nora Arnezeder : Sandra Valenti

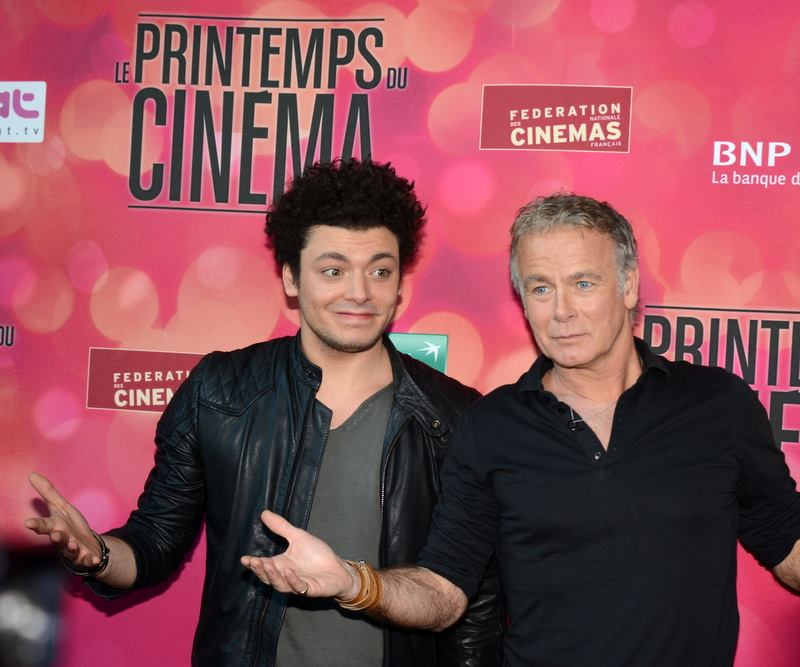
Kev Adams et Franck Dubosc à l'ouverture du Printemps du cinéma 2014.

- Valérie Benguigui : Sophie, la mère d'Alex
- Helena Noguerra : Monica Valenti
- Alice Isaaz : Elie, l'employée de banque
- Laurent Bateau : Benoît Legrand, professeur d'Alex
- Arto Barussaud : Alex en primaire
- Emmy Stevenin : Sandra en primaire
- Barbara Bolotner : la fille du fast-food
- Jean-François Malet : le directeur de la banque
- Arsène Mosca : le policier
- Guy Lecluyse : le commissaire
- Danièle Évenou : Gigi
- Fabien Baïardi : Le mari musclé de la femme caissière de la boulangerie

## Accueil

### Réception critique
Moyennement apprécié par les critiques professionnels, en obtenant une moyenne de 2⁄5 sur le site Allociné, pour 5 critiques, le film est bien accueilli par le public français avec une note positive de 3,2/5 sur le même site pour un peu plus de 5 019 votants dont 679 critiques.

### Box-office
- France : 1 922 868 entrées (fin d'exploitation le 13 mai 2014, après 8 semaines à l'affiche)[3].

## Autour du film
- Le film est dédié à Valérie Benguigui, décédée quelques mois avant sa sortie.